# 飯田しづえ
飯田 しづえ（いいだ しづえ、1909年11月10日 - 2003年3月30日）は、日本の政治家、市民活動家。大阪府内初の女性市議会議員として、1955年から7期、無所属の豊中市議会議員を務めた。

## 経歴・人物
大阪府大阪市出身。大阪市電の車輌課の技手だった父松田信八、母志なの長女として生まれる。母方の姓である「中村」を継いで祖父の養女となった。1922年、大阪府立梅田高等女学校（1923年に移転し大手前高等女学校と改称）に入学、当時は女子が小学校を卒業して女学校へ行くことは珍しかったが、勉強好きの母の「受けるだけ受けさせてみたら」の一言で受験がかなったという。
女学校在学中に、新教育運動の流れをくむ国語教師や英語教師の影響を受けて映画や芝居に興味を持ち、次第に社会主義思想にも関心を寄せるようになった。大阪府女子師範学校（現在の大阪教育大学）の二部に進んだ後、1928年に18歳で中津第三尋常小学校に赴任し、どのような家庭環境の子どもも平等に自主性を発揮できるようになる教育を実践した。この間、亡くなった母に代わって3人の弟の面倒をみながら、日本プロレタリア劇場同盟の活動などをきっかけに教職を追われるまで同校で5年間教師を務めた。
教職を辞して上京。羽仁もと子・羽仁吉一夫妻が主催する自由学園で洋裁を学び、1934年に帰阪すると田中千代のもとで修行を積み、翌年、女学校時代の友人とともに阪急電鉄石橋駅前に「ローザ洋裁店」を開店。この店の2回で読書会など女性のための集まりを行うなかで知り合った飯田精次郎と1941年に結婚。1946年から豊中市に住み、自宅を開放して洋裁だけでなく子育てや食生活など家庭生活に関わることを学び合い、行動する活動を始めた。
戦後、連合国軍最高司令官総司令部の民間情報教育部婦人課長エセル・B・ウィードによる民主的な婦人会づくりのための講座を受け、1950年に「豊中婦人団体連絡会」（1952 年豊中市婦人団体連絡協議会」と改称。初代会長となる）を結成。市内の様々な婦人団体の交流と学習の場となるとともに、電気代値上げ反対、黄変米反対、原水爆禁止、伊丹基地反対、豊中競輪場再開阻止運動などで市を動かす力を持った。
1955年、豊中市議会議員選挙に無所属で立候補し、トップで初当選した。市議を7期務めた。
2003年3月29日に肺炎で死去。葬儀は豊中市本町2丁目の自宅で行われた。